# Jeanna Fine
Jeanna Fine (New York, 29 settembre 1964) è un'ex attrice pornografica e ballerina statunitense.

## Carriera
Spinta da altre attrici pornografiche a entrare nell'industria fotografica a luci rosse, Jeanna Fine iniziò come una bionda punk nel 1986, all'età di 21 anni. Realizzò 50 film tra il 1986 e il 1989, rilanciando la sua immagine come bruna nel 1990.
Ebbe anche una breve apparizione nel film indipendente The Boondock Saints - Giustizia finale, insieme al suo collega Ron Jeremy.

## Riconoscimenti
- AVN Award
  - 1992 – Best Actress (film) per Hothouse Rose[1]
  - 1996 – Best Actress (film) per Skin Hunger[1]
  - 1996 - Best Supporting Actress (video) per Dear Diary[1]
  - 1997 - Best Actress (video) per My Surrender[1]
  - 1997 - Best Non-Sexual Role - Bi, Gay Or Trans Video per Flesh and Blood[2]
  - 1997 – Hall of Fame[3]
  - 1998 – Best Supporting Actress (video) per Miscreants[1]
  - 1998 - Best All-Girl Sex Scene (video) per Cellar Dwellers 2 con P.J. Sparxx e Tricia Deveraux[4]
  - 1999 – Best Actress (video) per Cafe Flesh 2[1]
- XRCO Award
  - 1988 - Incendiary Interracial per Dick Black, The Black Dick con F.M. Bradley[5]
  - 1991 – Single Performance By An Actress per Steal Breeze[6]
  - 1992 – Female Performer of the Year[7]
  - 1992 – Single Performance By An Actress per Brandy and Alexander[6]
  - 1996 – Actress – Single Performance per Skin Hunger[8]
  - 1997 – Actress – Single Performance per My Surrender[1]
  - 1998 – Best Girl-Girl Scene per Miscreants con Tiffany Mynx e Stephanie Swift[8]
  - 1998 – Actress – Single Performance per Cafe Flesh 2[8]

## Filmografia

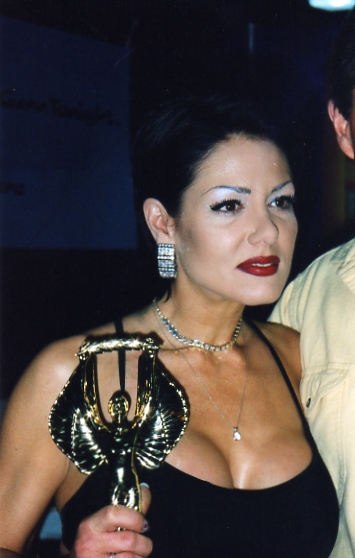
Durante il ricevimento di un AVN award nel 2000

### Attrice
- Blacks and Blondes 17 (1985)
- Love Triangle (1985)
- Amberella (1986)
- Breaking In (1986)
- Cummin' Together (1986)
- Dark Desires (1986)
- Down And Out In New York City (1986)
- Firebox (1986)
- Harem Girls (1986)
- Hot Tip (1986)
- Oversexed (1986)
- Porked (1986)
- Pretty In Black (1986)
- Revenge of the Babes 2 (1986)
- Seven Minutes in Heaven (1986)
- Sex Game (1986)
- Sexaholics (1986)
- She Comes In Colors (1986)
- Teaser (1986)
- Thunder Storm (1986)
- Wet Dreams 2001 (1986)
- Adventures of Dick Black, Black Dick (1987)
- Amber Lynn's Hotline 976 (1987)
- Barbara the Barbarian (1987)
- Bi and Beyond 1 (1987)
- Bride (1987)
- Cheating (1987)
- Divorce Court Expose (1987)
- Divorce Court Expose 2 (1987)
- Dream Jeans (1987)
- Flesh in Ecstasy 2: Samantha Strong (1987)
- Flesh in Ecstasy 4: Jeanna Fine (1987)
- Flesh In Fantasy (1987)
- Fresh (1987)
- Frustrated Housewife (1987)
- Fun House (1987)
- Girl World 1 (1987)
- Girl World 2 (1987)
- Good Vibrations (1987)
- Heatwaves (1987)
- Kiss (1987)
- Lessons in Lust (1987)
- Lust Tango in Paris (1987)
- Moonlusting 2 (1987)
- Naughty Ninja Girls (1987)
- Night Games (1987)
- Oral Majority 3 (1987)
- Oral Mania 2 (1987)
- Phone Sex Girls 2 (1987)
- Play It Again Samantha (1987)
- Private Encounters (1987)
- Restless Nights (1987)
- Rites Of Passion (1987)
- Sex Derby (1987)
- Sex Tips For Modern Women (1987)
- Throbbing Threesomes (1987)
- Touchables (II) (1987)
- Tracy and the Bandit (1987)
- Wild Stuff (1987)
- Afro Erotica 24 (1988)
- Afro Erotica 25 (1988)
- Animal in Me (1988)
- Blonde Fantasy (1988)
- Cat Fights 3 (1988)
- Fatal Erection (1988)
- Girls Together (1988)
- HHHHot TV 2 (1988)
- Innocent Seduction (1988)
- Lez Be Friends (1988)
- No Man's Land 1 (1988)
- Oral Majority 5 (1988)
- Oral Majority 6 (1988)
- Rachel Ryan RR (1988)
- Taste of Ambrosia (1988)
- Ubangis From Uranus (1988)
- Bustin' Loose (1989)
- Challenge (1989)
- Detroit Dames (1989)
- First Taboo (1989)
- Girl World Collectors Edition (1989)
- Girls Who Dig Girls 18 (1989)
- Girls Who Love Girls 11 (1989)
- Le Sex De Femme 4 (1989)
- Love Notes (1989)
- More Women Without Men (1989)
- Sorority Pink 1 (1989)
- Wacky World of X-rated Bloopers (1989)
- Wild Women 24: Jeanna Fine (1989)
- Wild Women 61: Rachel Ryan (1989)
- Women Who Seduce Women (1989)
- Backpackers 2 (1990)
- Bruce Seven's Most Graphic Scenes 1 (1990)
- California Taboo (1990)
- Controlled (1990)
- Desire (1990)
- Finely Back (1990)
- Finer Things In Life (1990)
- House of Dreams (1990)
- Images Of Desire (1990)
- Jail Babes (1990)
- Kit Kat Club (1990)
- Lesbian Liasons (1990)
- Love Ghost (1990)
- Madison: A Girl's Best Friend (1990)
- No Man's Land 4 (1990)
- Paul Norman's World of Sexual Oddities (1990)
- Play School (1990)
- Secret Recipe (1990)
- Secrets (1990)
- Sex Trek 1 (1990)
- Sleepwalker (1990)
- Smart Ass Enquirer (1990)
- Steal Breeze (1990)
- Taboo 8 (1990)
- Thrill Seekers (1990)
- Toys 4 Us 3 (1990)
- Wet 'n Working (1990)
- Wild Fire (1990)
- Adult Video News Awards 1991 (1991)
- Anal Intruder 5 (1991)
- Anal Starlets (1991)
- Ashley Rene In Jeopardy (1991)
- Autobiography Of A Whip (1991)
- Beach Party (1991)
- Big Switch 3: Bachelor Party (1991)
- Blue Jean Brat (1991)
- Body Heat (1991)
- Bondage Cheerleaders (1991)
- Brandy And Alexander (1991)
- Bruce Seven's Favorite Endings (1991)
- Caught from Behind 15 (1991)
- City of Sin 1 (1991)
- Crossing Over (1991)
- Dark Star (1991)
- Edward Penishands (1991)
- Evil Woman (1991)
- Fine Line (1991)
- Hothouse Rose 1 (1991)
- Lady Vices (1991)
- Lair of the Bondage Bandits (1991)
- Malibu Spice (1991)
- Mark Of Zara (1991)
- On Trial 1: In Defense of Savannah (1991)
- Only Game In Town? (1991)
- Oral Madness 1 (1991)
- Oral Madness 2 (1991)
- Party Doll A Go-Go 1 (1991)
- Potere (1991)
- Queen Of Hearts 2 (1991)
- Roxy (1991)
- Safecracker (1991)
- Sex Bi Lex (1991)
- Sex Pistol (1991)
- Sins of Nina Hartley (1991)
- Slaves Of Alexis Payne (1991)
- Summer's End (1991)
- Taste For Submission (1991)
- Two In The Bush (1991)
- Wild Goose Chase (1991)
- Adult Video News Awards 1992 (1992)
- Andrew Blake's Girls (1992)
- Bed And Breakfast (1992)
- Best of Bi and Beyond (1992)
- Best of No Man's Land 1 (1992)
- California Blondes 5 (1992)
- Cat and Mouse 1 (1992)
- Cycle Slut (1992)
- Decadent Delights (1992)
- Deep Inside Jeanna Fine (1992)
- Full Nest (1992)
- Hothouse Rose 2 (1992)
- Jennifer Ate (1992)
- On Trial 2 (1992)
- Oral Majority 9 (1992)
- Party Doll A Go-Go 2 (1992)
- Rainbows (1992)
- Street Angels (1992)
- True Legends of Adult Cinema: The Golden Age (1992)
- Valleys of the Moon (1992)
- Bitches in Heat (1993)
- Cat and Mouse 2 (1993)
- Compendium Of Bruce Seven's Most Graphic Scenes 2 (1993)
- Damp Spot (1993)
- Guttman's Paris Vacation (1993)
- Hangin' Out (1993)
- Hard Core Copy (1993)
- Italian Inferno (1993)
- Kittens 4 (1993)
- Only the Very Best on Film (1993)
- Paul Norman's Nastiest: Orgies (1993)
- Play It Again Samantha (new) (1993)
- Secret Admirer (1993)
- Slip of the Tongue (1993)
- True Legends of Adult Cinema: The Modern Video Era (1993)
- True Legends of Adult Cinema: The Unsung Superstars (1993)
- Untamed Cowgirls of the Wild West 1 (1993)
- Untamed Cowgirls of the Wild West 2 (1993)
- View To Thrill (1993)
- Worst Porno Ever Made With The Best Sex (1993)
- Dirty Doc's Lesbi' Friends 5 (1994)
- Let's Party (1994)
- American Pie (1995)
- Angel Baby (1995)
- Bad Girls 5: Maximum Babes (1995)
- Bad Girls 6: Ridin' into Town (1995)
- Bi and Beyond 6 (1995)
- Blue Movie (1995)
- Bun Masters (1995)
- Buttslammers 9 (1995)
- Catwalk 1 (1995)
- Catwalk 2 (1995)
- Cold As Ice (1995)
- Courting Libido (1995)
- Dear Diary (1995)
- Decadent Obsession (1995)
- Deep Inside P.J. Sparxx (1995)
- Desperate (1995)
- Devil in Miss Jones 5 (1995)
- Dreams (1995)
- Erotic Artist (1995)
- Erotic Obsession (1995)
- Erotic Visions (1995)
- Flappers (1995)
- Generally Horny Hospital (1995)
- Girls on Girls (1995)
- Helen's Beauties 5 (1995)
- Impact (1995)
- Intense Perversions 2 (1995)
- Latex (1995)
- Lesbian Bitches 2 (1995)
- Lesbian Social Club (1995)
- Lessons in Love (1995)
- Life in the Fast Lane (1995)
- Lonely Hearts (1995)
- Lust Runner (1995)
- Malibu Madam (1995)
- Many Happy Returns (1995)
- Money Money Money (1995)
- Monster Boobs: Network (1995)
- Night Walk: A Bedtime Story (1995)
- No Man's Land 11 (1995)
- Nympho Files (1995)
- Overtime: Dyke Overflow 2 (1995)
- Pubic Access (1995)
- Razor's Edge (1995)
- Romance and Fantasy (1995)
- Ruthless Affairs (1995)
- Secret Diary Chapter 2 (1995)
- Sex 4 Life (1995)
- Sex Kitten (1995)
- Sex Lives of Clowns (1995)
- Sexual Impulse (1995)
- Skin Hunger (1995)
- Snatch Motors (1995)
- Superstars of Porn 3: Britt Morgan Takes It on the Chin (1995)
- Velvet (1995)
- Weekend At Joey's (1995)
- Where the Boys Aren't 6 (1995)
- Wide Open Spaces (1995)
- Willie Wanker And The Fudge Packing Factory (1995)
- XXX Files: Lust In Space (1995)
- Adult Video News Awards 1996 (1996)
- Ancient Secrets of the Kama Sutra (1996)
- Blue Dreams (1996)
- Butt Motors (1996)
- Buttslammers 11 (1996)
- Chasey Loves Rocco (1996)
- Checkmate (1996)
- Chronicles Of Pain 4 (1996)
- Club Decca (1996)
- Cumming Clean (1996)
- Cumming Clean (II) (1996)
- Deep Inside Juli Ashton (1996)
- Deep Inside Kaithlyn Ashley (1996)
- Dirty Bob's Xcellent Adventures 27 (1996)
- Double Cross (1996)
- Dream House (1996)
- Dresden Diary 16 (1996)
- Dresden Diary 17 (1996)
- Expose Me Again (1996)
- Fanny Farm (1996)
- Finger Sluts 1 (1996)
- Flesh And Blood (1996)
- Goldenrod (1996)
- Hard Evidence (1996)
- Hollywood Confidential (II) (1996)
- House On Chasey Lane (1996)
- Inrearendence Day (1996)
- My Surrender (1996)
- Naked Scandal (1996)
- Neighborhood Slut (1996)
- Ona's Doll House 3 (1996)
- Other Woman (1996)
- Our Trespasses (1996)
- Pay 4 Play (1996)
- Persona (1996)
- Primarily Yours (1996)
- Pure (1996)
- Pussyman 13 (1996)
- Pussyman 14 (1996)
- Shock: Latex 2 (1996)
- Starbangers 9 (1996)
- Stardust 1 (1996)
- Stardust 2 (1996)
- Stardust 3 (1996)
- Time To Thrill (1996)
- Triple X 20 (1996)
- Venom 2 (1996)
- Venom 3 (1996)
- Wild Widow (1996)
- Abducted By The Enema Bandit (1997)
- Adult Video News Awards 1997 (1997)
- Agony For Hire (1997)
- Anal Star 2 (1997)
- Barbie Wire: A Dyke With An Attitude (1997)
- Bloopers 2 (1997)
- Cafe Flesh 2 (1997)
- Cellar Dweller 2: Back in the Basement (1997)
- Convention Cuties (1997)
- Corporate Assets 2 (1997)
- Decadence (1997)
- Dirty Bob's Xcellent Adventures 29 (1997)
- Dirty Bob's Xcellent Adventures 30 (1997)
- Dirty Bob's Xcellent Adventures 31 (1997)
- Dirty Bob's Xcellent Adventures 32 (1997)
- Dirty Bob's Xcellent Adventures 33 (1997)
- Dirty Bob's Xcellent Adventures 35 (1997)
- Dirty Bob's Xcellent Adventures 37 (1997)
- Diva 1: Caught in the Act (1997)
- Diva 4: Sexual Aria (1997)
- First Bi's Club (1997)
- Forbidden (1997)
- Jenteal Loves Rocco (1997)
- Leatherbound Dykes From Hell 9 (1997)
- Loads of Peter North (1997)
- Maxed Out 6 (1997)
- Miscreants (1997)
- New Wave Hookers 5 (1997)
- Nice The Naughty And The Bad (1997)
- Night And Day 3 (1997)
- Obedient Slaves of the Wild West 2 (1997)
- Orgazmo (1997)
- Philmore Butts Taking Care Of Business (1997)
- Rituals of Submission 1 (1997)
- Rituals of Submission 2 (1997)
- Sex Files 3 (1997)
- Spiked Heel Diaries 8 (1997)
- Superstars of Porn 8: Jeanna Fine, Bottomless Throat (1997)
- Victim Of Love (1997)
- Waterworld 4: History of the Enema (1997)
- Wicked Weapon (1997)
- Wild Experiences (1997)
- World's Luckiest Man (1997)
- Action Sports Sex 3 (1998)
- Bad Sister (1998)
- Bi-witched (Gay) (1998)
- Blowjob Adventures of Dr. Fellatio 14 (1998)
- Cashmere (1998)
- Deep Throat The Quest 5: Slick Willy Rides Again (1998)
- Foot Fetish Fantasies 3 (1998)
- Forever Night (1998)
- Marilee (1998)
- Penitent Flesh (1998)
- Roxanne Hall Tamed And Trained (1998)
- Spiked Heel Diaries 10 (1998)
- Stay Hard (1998)
- Web Of Deception (1998)
- XRCO Awards 1998 (1998)
- Adult Video News Awards 1999 (1999)
- Annie Sprinkle's Herstory Of Porn (1999)
- Babylon (1999)
- Betisier du X 1 (1999)
- Cream Dreams (1999)
- Diva Girls (1999)
- Entre femmes (1999)
- Jeanna Fine: Dominatrix (1999)
- Legs For Pleasure 1 (1999)
- On The Street (1999)
- Raw Ass 3 (1999)
- Top 25 Adult Stars Of All Time (1999)
- What A Piece of Ass (1999)
- XRCO Awards 1999 (1999)
- Best of the Vivid Girls 30 (2000)
- Only the Best: Staci Valentine (2000)
- Ooze (2000)
- Signature Series 1: Asia Carrera (2000)
- Blow Hard (2001)
- Divine Ms. Zee (2001)
- Nikki Tyler: Extreme Close Up (2001)
- Sky: Extreme Close Up (2001)
- Sleeping Booty (2001)
- Water Works 2 (2001)
- 3 Into Janine (2002)
- Backfield in Motion (2002)
- Best Bi Far 5 (2002)
- Gentlemen Prefer Pussy (2002)
- Girls Only: Janine (2002)
- No Man's Land: Legends (2002)
- Pussy Fingers 3 (2002)
- Thigh High 2 (2002)
- Ultimate Firsts (2002)
- Young Devon (2002)
- Deep Inside Sunset Thomas (2003)
- Eye Spy: Chasey Lain (2003)
- Saturday Night Beaver (2003)
- Simply Stephanie (2003)
- ATM: Ass Thrusting Machine (2004)
- Award Winning Sex Scenes (2004)
- Jenna Jameson's Wicked Anthology 2 (2004)
- Bald Beaver Blast (2005)
- Eye Spy: Kira Kener (2005)
- Great White North 1 (2005)
- Incredible Janine (2005)
- Breast Obsessed (2006)
- Golden Age of Porn: Jeanna Fine (2006)
- Jenna's Depraved (2006)
- Saturday Night Beaver (2007)
- Swedish Erotica 107 (2007)
- Around The World In 80 Gays (2008)
- Wet Pussy (2008)
- Babe Buffet: All You Can Eat (2012)

### Regista
- No Man's Land 4 (1990)